# Regno di Ormond
Il Regno di Ormond (in irlandese moderno Urmumhain, in medio irlandese Urmumu) fu uno dei tre regni in cui si frantumò nel XII Secolo il precedente Regno del Munster, nell'Irlanda gaelica. Il regno corrispondeva alla parte orientale della provincia storica del Munster, e fu governato dalla famiglia degli O'Kennedy, una setta dei Dál gCais.
A differenza dei suoi vicini, Thomond e Desmond, il Regno di Ormond ebbe vita breve e fu annesso alla Signoria d'Irlanda già nel XIII Secolo. Il suo territorio fu tuttavia a lungo conteso tra gli O'Kennedy, detentori del titolo di "Signori di Ormond", e la dinastia hiberno-normanna dei Butler, possessori del titolo di Conti di Ormond. Le due famiglie firmarono un trattato di pace nel 1336, ma nel 1947 gli O'Kennedy riuscirono a conquistare il Castello di Nenagh, costringendo i Butler a riparare al Castello di Kilkenny, e mantennero Nenagh per più di duecento anni.

## Re di Ormond
- Olaf Húa Cennétig (...-1164)[1]
- Domnall Húa Ceinneidig (...-1181)[1]
- Brian O Cennetig[5]
- Tomas O Cennetig[5]